# Trichocera percincta
Trichocera percincta är en tvåvingeart som beskrevs av Alexander 1961. Trichocera percincta ingår i släktet Trichocera och familjen vintermyggor. Inga underarter finns listade i Catalogue of Life.